# Аскевольд, Андерс
Андерс Асквевольд (25 декабря 1834[…], Аскволл, Согн-ог-Фьюране — 22 октября 1900[…], Дюссельдорф, Пруссия) — норвежский художник, пейзажист-романтик, представитель Дюссельдорфской школы живописи.

## Биография
Родился в 1834 году в коммуне Аскволл на берегу Санфьорда одним из десяти детей в семье сельского учителя. Учится живописи начала в норвежском Бергене под руководством местного художника-пейзажиста, а затем отправился в Германию, в Дюссельдорф, где его наставником стал крупный художник-пейзажист, также норвежец, Ханс Гуде. После Дюссельдорфа Аскевольд отправился для продолжения образования в Мюнхен, а затем в Париж. В 1866 году вернулся в Норвегию и поселился в Бергене. В дальнейшем обычно проводил в Норвегии лето, а зиму — в Дюссельдорфе.
Аскевольд при жизни был известным и коммерчески успешным живописцем. Получил золотую медаль на выставке в Лондоне в 1884 году, а также медали на Всемирных выставках в Вене и в Филадельфии. Писал преимущественно романтические пейзажи родной страны. Сегодня картины Аскевольда хранятся в собраниях крупнейших музеев Норвегии, включая Национальный музей в Осло и Художественную галерею Бергена. В городке Аскволл в 1934 году был установлен памятник художнику.

## Галерея

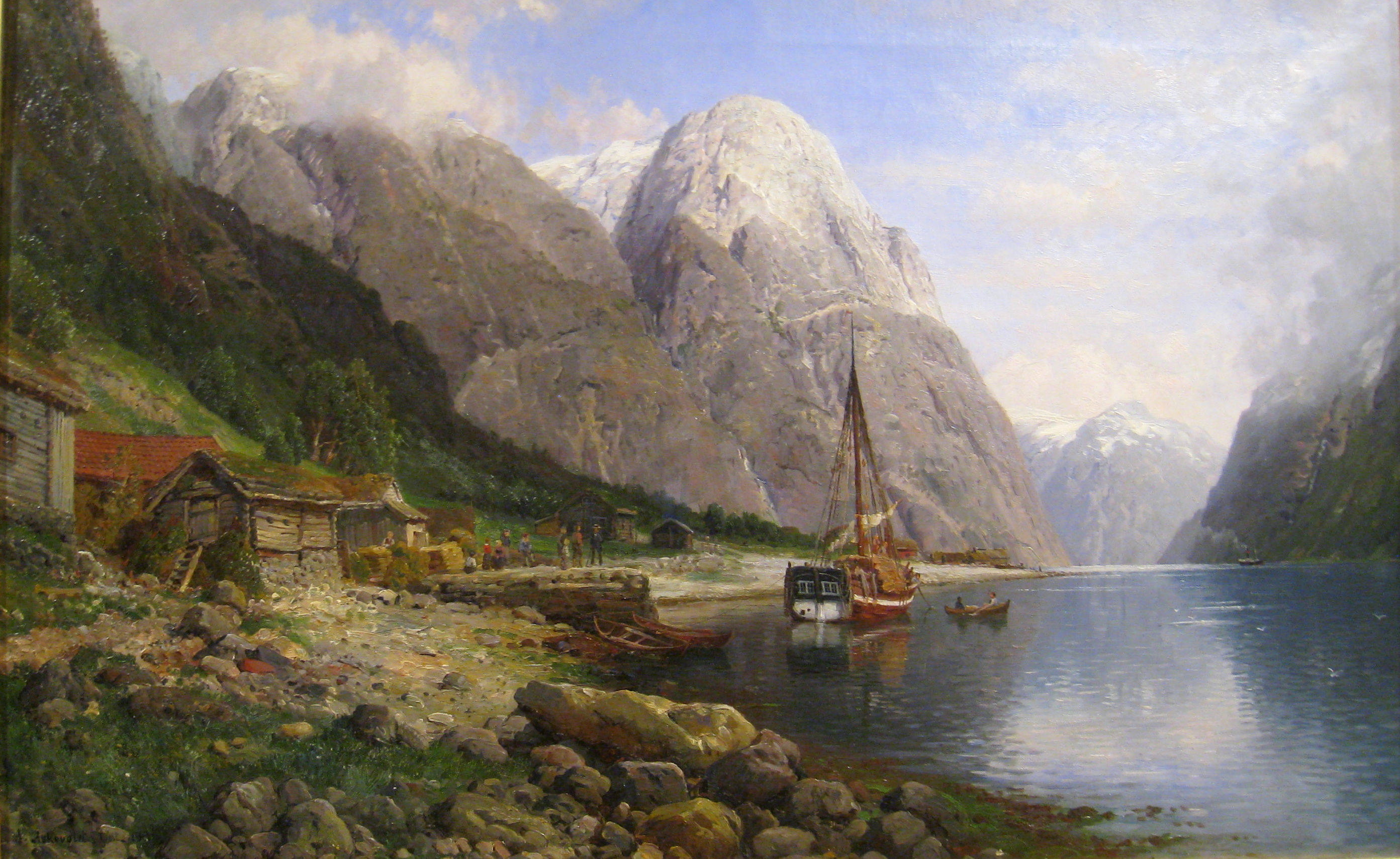
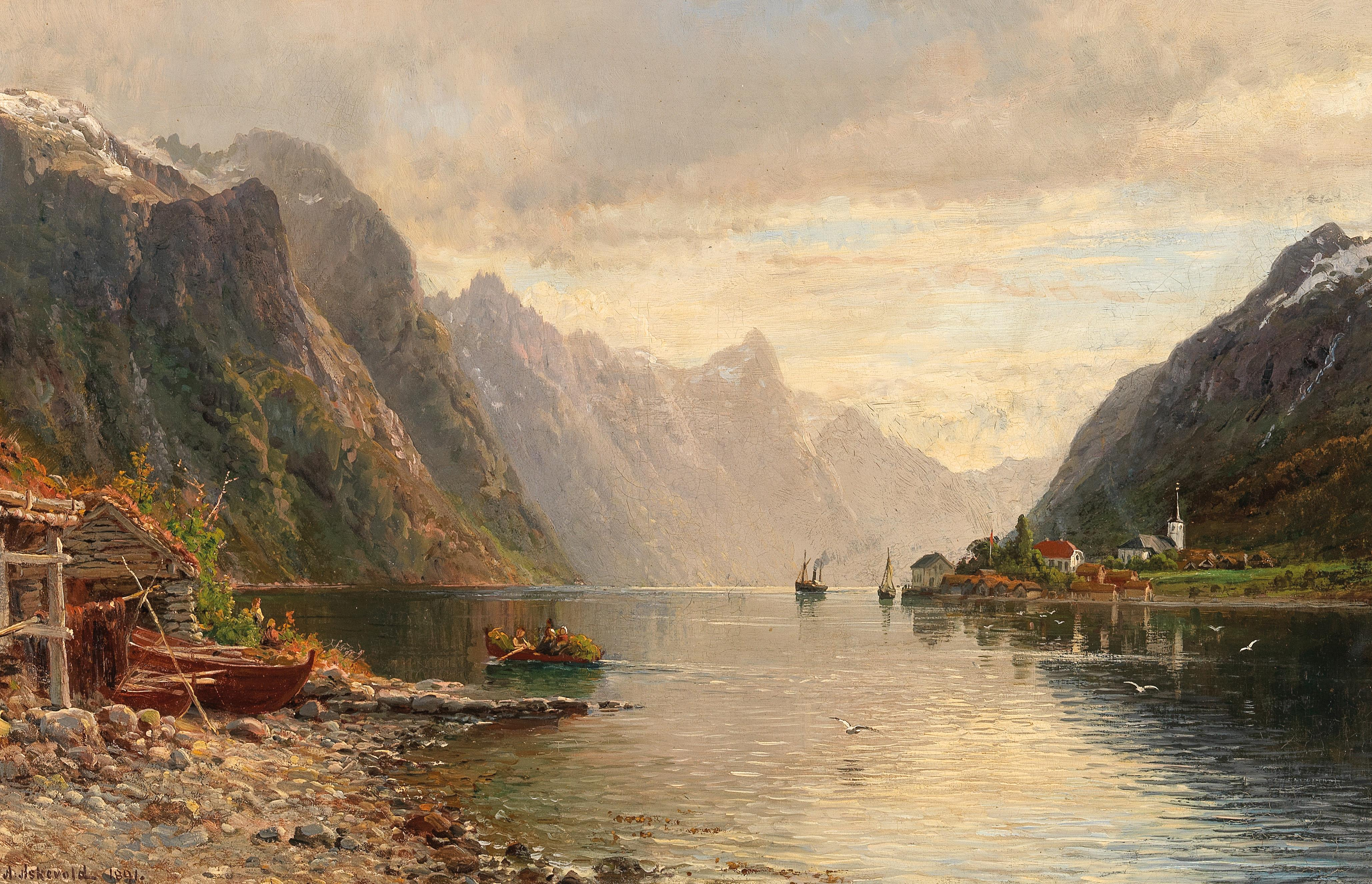
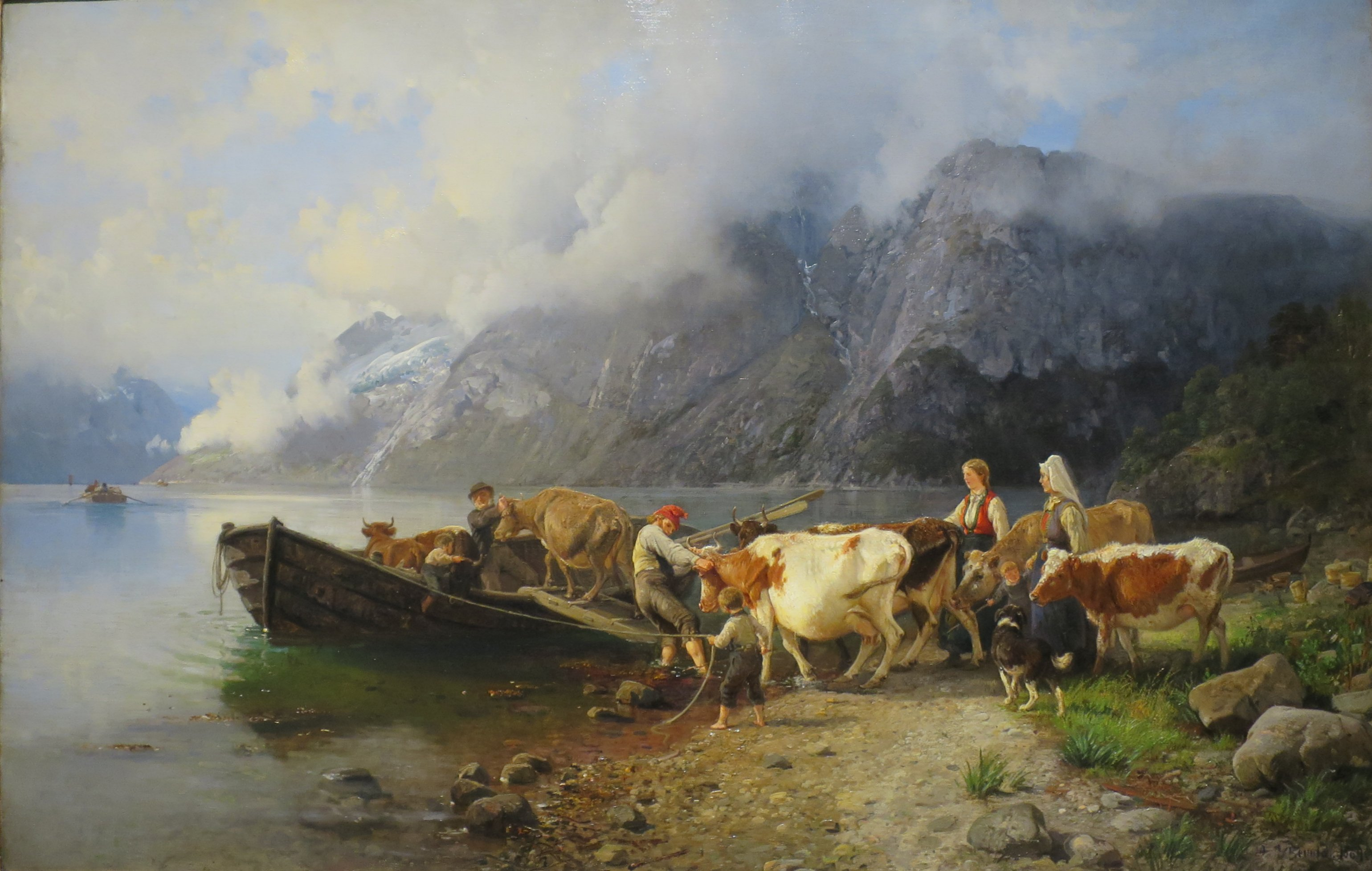
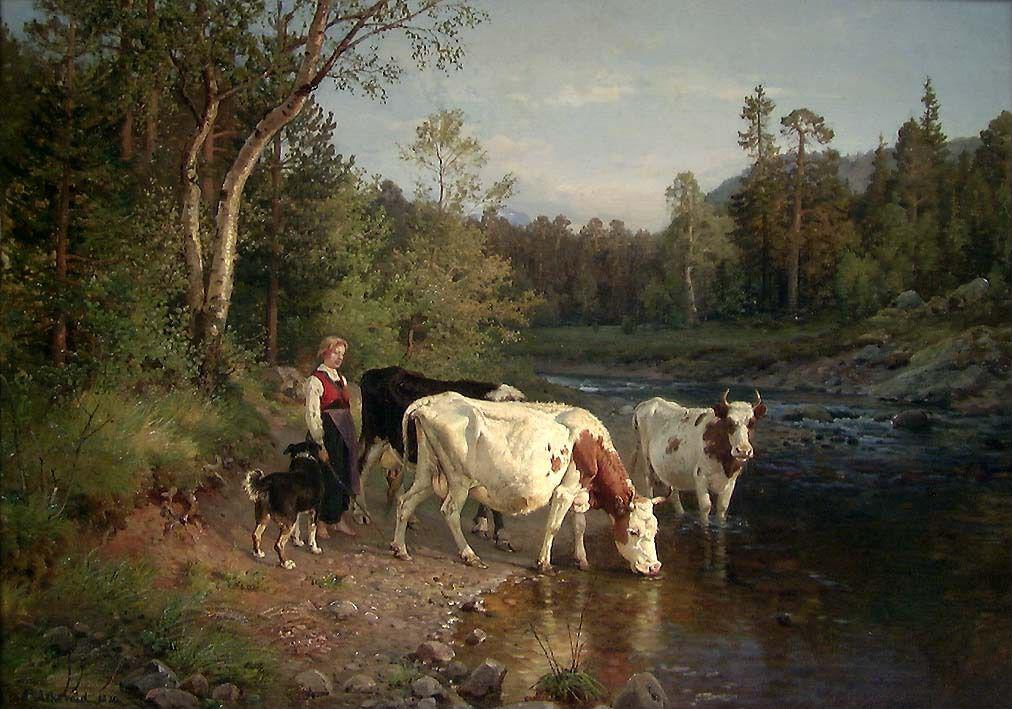
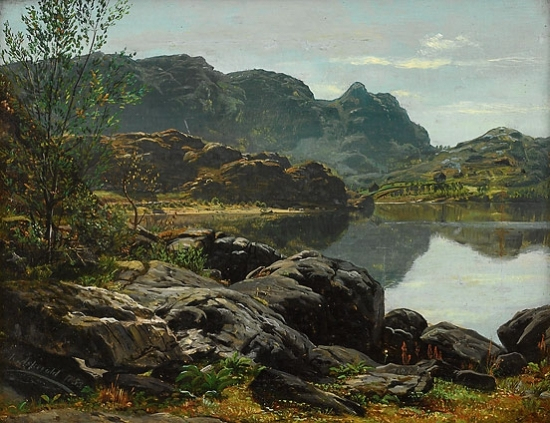
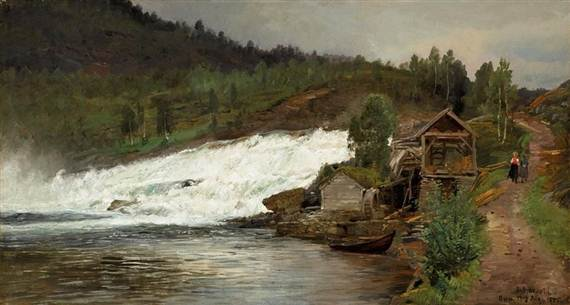
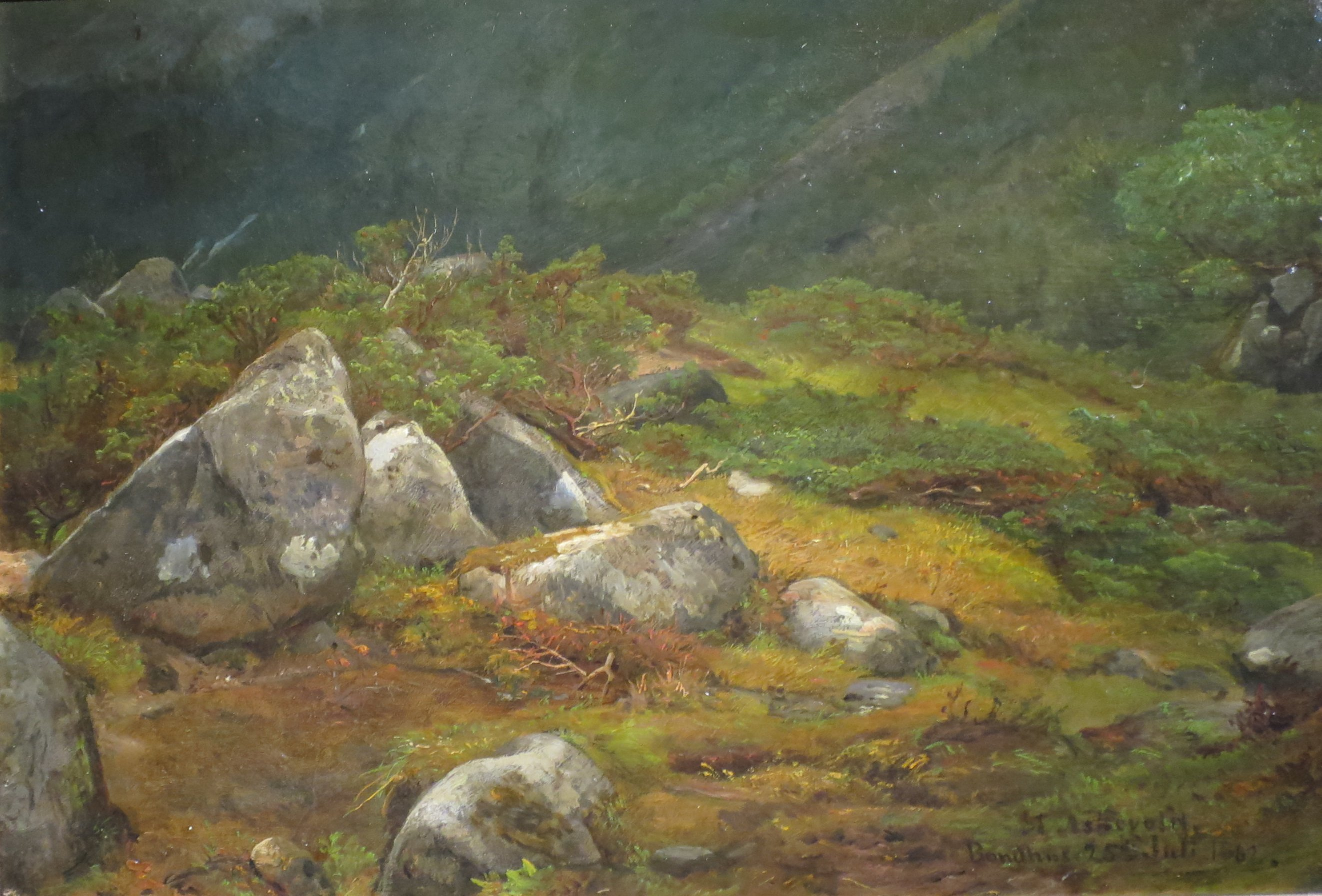
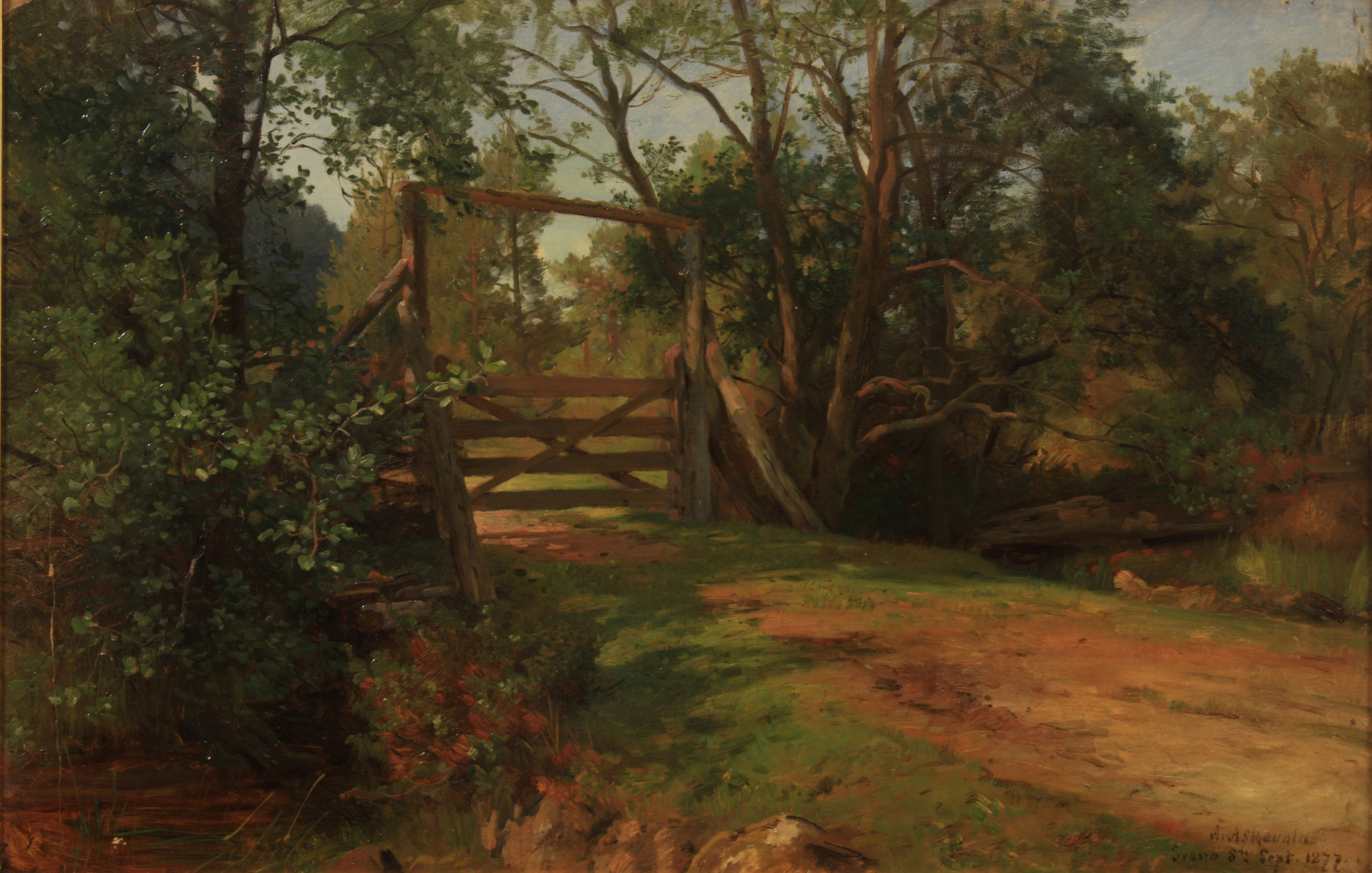
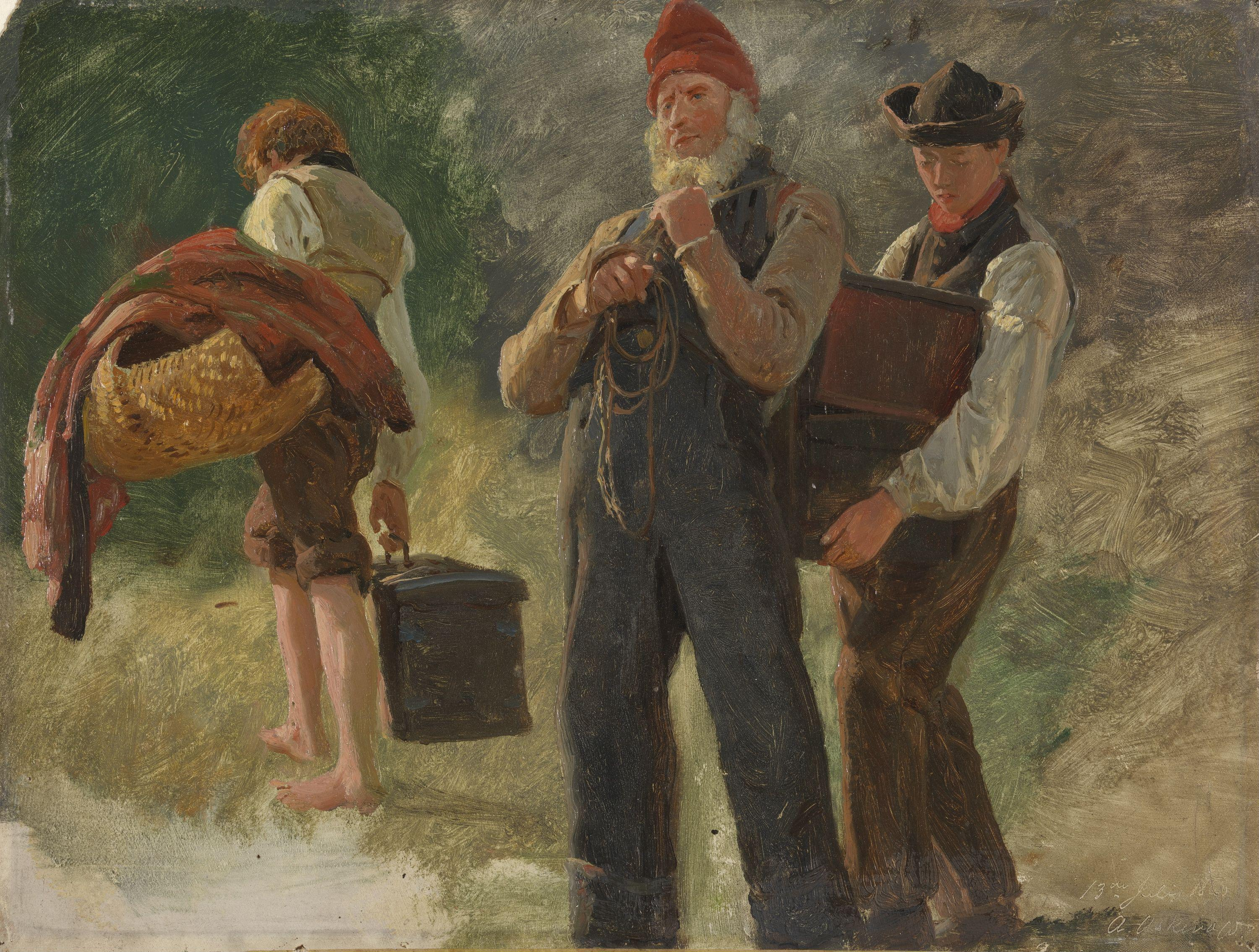